# Belopoltsi
Belopoltsi (bulgariska: Белополци) är ett distrikt i Bulgarien.   Det ligger i kommunen Obsjtina Ivajlovgrad och regionen Chaskovo, i den södra delen av landet, 250 kilometer sydost om huvudstaden Sofia.
Omgivningarna runt Belopoltsi är en mosaik av jordbruksmark och naturlig växtlighet. Runt Belopoltsi är det glesbefolkat, med 17 invånare per kvadratkilometer.